# Hunsel (gemeente)
Hunsel (uitspraakⓘ) is een voormalige gemeente in Limburg (Nederland). Deze gemeente is op 1 januari 2007 samengevoegd met de gemeenten Heythuysen, Haelen en Roggel en Neer tot een nieuwe gemeente. De vier gemeenten kozen Leudal als naam voor de nieuwe gemeente. De gemeente Hunsel telde ten tijde van haar opheffing 6187 inwoners en had een oppervlakte van 34,53 km².
De gemeente Hunsel is ontstaan op 1 juli 1942 uit de destijds opgeheven gemeenten Hunsel, Ittervoort en Neeritter. Voor deze datum behoorden Ell en Haler reeds tot Hunsel, hoewel deze nooit zijn gevallen onder de schepenbank die Hunsel met Kessenich tot 1795 vormde. Deze kernen behoorden daarentegen, evenals Ittervoort, tot het Land van Thorn.
De gemeente had een sterk landelijk karakter met naast vele agrarische bedrijven ook openbare natuurgebieden. Het enige bedrijventerrein bevond zich bij Ittervoort.

## Kernen
Ten tijde van haar opheffing bestond de gemeente uit de volgende kernen:
- Ell
- Haler
- Hunsel
- Ittervoort
- Neeritter

Het gemeentehuis bevond zich te Hunsel.